# The Quake: Trzęsienie ziemi
The Quake: Trzęsienie ziemi  (norw. Skjelvet) – norweski film katastroficzny z 2018 roku. Kontynuacja filmu Fala z 2015 roku.

## Treść
Bohaterscy geologowie, którzy przeżyli tragiczne tsunami z poprzedniej części, mieszkają obecnie w Oslo. Okazuje się, że także tu istnieje poważne ryzyko wystąpienia podobnej katastrofy. Tym razem ma to być groźne trzęsienie ziemi.

## Obsada
- Kristoffer Joner - Kristian Eikjord
- Ane Dahl Torp - Idun Karlsen
- Edith Haagenrud-Sande - Julia Eikjord
- Kathrine Thorborg Johansen - Marit Lindblom
- Jonas Hoff Oftebro - Sondre Eikjord